# Riiita
Riiita（リータ）（1997年8月14日 - ）は、日本の男性プロレスラー。本名は早川 匠（はやかわ たくみ）。山梨県甲州市出身。DRAGON GATE所属。血液型A型。

## 来歴
- 2020年4月、DRAGON GATE入門。同期はISHIN、布田龍、藤原拓磨。
- 2021年10月24日 - 福岡・アクロス福岡大会　対横須賀ススム&KING清水&JACKY"FUNKY"KAMEI戦でデビュー。パートナーはドラゴン・キッド&Ben-K。[2]
- 2021年12月28日 - 兵庫・神戸サンボーホール大会で、対KAI戦で初勝利。
- 2022年3月3日 - 後楽園ホール大会で、土井成樹から箕浦康太へのプレゼントとしてGOLD CLASSに加入。同時に、リングネームを「ミノリータ」に改名[3]。
- 2022年3月5日 - 大阪・大阪府立体育会館第2競技場大会で、箕浦康太withミノリータとしてオープン・ザ・トライアングル・ゲート王座に参戦。[4]。
- 2022年5月15日 - 兵庫・神戸サンボーホール大会で、対近藤修司&パンチ富永&菊田円戦にてパンチ富永から変形エビ固めで自力初勝利。パートナーは土井成樹&石田凱士[5][6]。
- 2022年5月20日 - 北海道・サッポロ・イーワン・スタジアムで、負傷欠場中のBIGBOSS清水の代替選手としてエントリー[7]。2回戦で敗退する[8]。
- 2022年12月25日 - 福岡・福岡国際センター大会で、オープン・ザ・ブレイブゲート王座初戴冠。
- 2023年8月19日 - 右膝前十字靭帯断裂により欠場
- 2024年1月23日 - 兵庫・神戸ラピスホール大会でPRIME ZONE Plus+のスタジオリポーター「ミノ・リータ」に就任
- 2024年5月9日 - 後楽園ホール大会に登場し、翌月後楽園ホール大会での復帰を宣言
- 2024年6月4日 - 後楽園ホール大会で復帰
- 2024年8月12日 - 横浜武道館大会で箕浦康太に裏切られ、翌日の8月13日にリングネームをRiiitaに変更

## 得意技
追いかけっこ
対戦相手を挑発し、リング外へと誘導して逃げ回る。対戦相手の戦線離脱、体力消耗、リングアウト負けを招く。
コカレロ・ショット
旋回式のコンプリート・ショット。箕浦がコンプリート・ショットを利用しているため、アレンジ版を開発した。技名の由来はリキュールのコカレロ。
ミノリータニック
スペル・シーサーのヨシタニックと同型、この技でオープン・ザ・ブレイブゲート王座を奪取した。
ドロップキック
各種関節技
マスター・オブ・スウィング
変形ブエロ・デ・アギラ
フット・スタンプ

## タイトル歴
DRAGON GATE
- オープン・ザ・ブレイブゲート王座
  - 第46代
- オープン・ザ・トライアングルゲート王座
  - 第77代（箕浦のwithとして戴冠。パートナーは土井成樹＆石田凱士）
  - 第86代（パートナーは箕浦康太&土井成樹）

## 入場曲
- RISE IN GRACE 2021（早送りver.） / YO-HEI

## エピソード・人物
- 趣味は買い物（洋服）[1]。特にストリートブランドを好む[10]。
- 団体過去最小選手（2022年度時点）[11]